# هاريسون أوتالفارو
هاريسون أوتالفارو آرسي (بالإسبانية: Harrison Otálvaro Arce)‏ هو لاعب كرة قدم كولومبي. إنه لاعب وسط مهاجم.

## المسيرة الرياضية
انضم أوتالفارو إلى هوراكان من دوري الدرجة الأولى الأرجنتيني لموسم 2010-2011.
مع منتخب كولومبيا للشباب فاز ببطولة كوبا أمريكا تحت 20 سنة في عام 2005 ولعب بطولة العالم للشباب لكرة القدم 2005 حيث ساهم في وصوله إلى الدور الثمن النهائي.

## الإنجازات

### مع الأندية
- أمريكا دي كالي
  - الدرجة الأولى (1): 2008
- ميلوناريوس
  - الدرجة الأولى (1): 2012